# Acrocercops doloploca
Acrocercops doloploca là một loài bướm đêm thuộc họ Gracillariidae. Loài này có ở Queensland.